# Roman Abramovič
Roman Arkaděvič Abramovič (rusky Роман Аркадьевич Абрамович, * 24. října 1966 Saratov, Sovětský svaz) je rusko-izraelský podnikatel židovského původu, filantrop, oligarcha a politik.
Je hlavním vlastníkem soukromé investiční společnosti Millhouse LLC a byl majitelem londýnského fotbalového klubu FC Chelsea. V letech 2000–2008 byl gubernátorem Čukotky. V roce 2021 jeho jmění podle časopisu Forbes činilo 14,5 miliardy amerických dolarů, což z něj dělalo vedle 142. nejbohatšího muže planety zároveň 2. nejbohatšího Izraelce, 11. nejbohatšího Rusa a nejbohatšího Portugalce (má občanství všech těchto tří států).
Je považován za muže s dobrými vazbami na prezidenta Ruské federace Vladimira Putina a z tohoto důvodu byl v roce 2022 Velkou Británií zařazen na sankční seznam oligarchů v důsledku ruské invaze na Ukrajinu.

## Dětství
Abramovič se narodil v Saratovu v Sovětském svazu, jeho rodiče byli aškenázští Židé. Oba rodiče mu zemřeli už v jeho dětství – matka na otravu krve, když mu byl jeden rok, a otec v jeho třech letech. O sirotka se pak staral jeho strýc, zaměstnaný v ropném průmyslu. Tak Abramovič blíže poznal svět ropy, který mu později přinesl jeho ohromné bohatství.

## Počátky podnikání
S podnikáním začínal Abramovič ještě v Sovětském svazu, na konci 80. let 20. století v době Gorbačovovy ekonomické reformy. Jak přesně přišel ke svému bohatství, se nikdy nechtěl podrobně zmiňovat. Oficiální verzí je, že začal obchodovat s ropnými produkty, měnami atd. Tehdy byl také stíhán za údajné zpronevěry a krádeže vlaků plných ropy. Nikdy mu však nic nebylo dokázáno. Je jisté, že hlavní podíl na jeho vzestupu měl vlivný boss 90. let v Rusku, podnikatel a politik Boris Berezovskij. Ten jej seznámil s tehdejším prezidentem Borisem Jelcinem, který potřeboval peníze, aby odvrátil pokusy komunistů o převrat. To se velice hodilo podnikavým lidem jako byl Abramovič, kteří Jelcinovi požadované peníze půjčovali a za to se stávali majiteli lukrativních podniků po celém Rusku.

## Ústup z Ruska
Abramovič se v roce 2000 stal gubernátorem Čukotky, kde investoval značné vlastní prostředky do rozvoje regionu a kde si ho místní lidé velice oblíbili. Úřad gubernátora zastával do roku 2008. Téhož roku v říjnu se stal předsedou čukotského regionálního parlamentu.
Do té doby však byl v zahraničí stále známý pouze mezi znalci světa businessu. To se změnilo, když roku 2003 přesunul své aktivity do Anglie a koupil tehdy zadlužený fotbalový klub Chelsea FC.
Když na začátku nového tisíciletí najal experty ze švýcarské banky UBS, aby pro něj zmonitorovali všechny anglické kluby a určili, který z nich bude pro investici nejvhodnější, padlo hned několik alternativ. Nejdříve to byl jiný londýnský klub, a to Arsenal. Jeho poradci mu ale tvrdili, že i když by se jednalo nejspíše o nejvýhodnější nákup, klub není k prodeji, což, jak se později ukázalo, nebyla pravda. Další alternativou byl i Tottenham. Od této koupě ale upustil sám a nakonec se rozhodl pro Chelsea.

## Vzestup na Západě
V době, kdy Abramovič vstoupil do Chelsea, se klub utápěl v dluzích a nemohl útočit na anglický titul. To se však brzo změnilo. Abramovič klubu pomohl z dluhů a nakoupil posily z celého světa. Přivedl do mužstva trenéra Josého Mourinha. Po jeho odstoupení pro neshody s Abramovičem měl klub několik dalších trenérů. Abramovič stabilizoval celkovou situaci klubu. Zpočátku pumpoval do Chelsea obrovské peníze a odměnou mu byl vzestup Chelsea mezi fotbalovou elitu. V posledních letech však Abramovič přestal vydávat tolik peněz a snažil se klub dovést k finanční soběstačnosti. Kapitalizoval své pohledávky v Chelsea a tím klub prakticky oddlužil. Po mnohých zklamáních se dočkal vítězství svého klubu ve finále Ligy mistrů proti FC Bayern dne 19. května 2012 v Mnichově.
Koncem května 2018 přijal Abramovič občanství Izraele. Jako syn židovských rodičů má Abramovič podle izraelských zákonů nárok na občanství a pas tohoto státu. Již v roce 2017 koupil Abramovič v Tel Avivu dům. Tento Abramovičův překvapivý krok byl vysvětlován tím, že mu vláda Spojeného království neprodloužila investorské vízum, a to na základě nového předpisu, který požaduje přesné údaje držitelů těchto víz o původu jejich majetku.

## Vztahy s ruskými politiky
Už v roce 1996 byl natolik blízkým přítelem Borise Jelcina, že na pozvání jeho rodině bydlel v bytě uvnitř Kremlu.
Byl prvním člověkem, který Jelcinovi doporučil Vladimira Putina jako vhodného nástupce ve funkci ruského prezidenta.
Putinovi, když byl ještě začínajícím předsedou vlády, pomáhal Abramovič s výběrem kandidátů na jednotlivé ministerské pozice.
Putinův životopisec Chris Hutchins přirovnal vztah Putina a Abramoviče ke vztahu otce a jeho oblíbeného syna. V Kremlu se Abramovičovi přezdívá „Pan A“.
Podle amerických médií jsou tamní tajné služby přesvědčeny o tom, že Abramovič slouží Putinovi jako „poslíček“ zprostředkováváním finančních transakcí.
V roce 2022, v reakci na ruskou invazi na Ukrajinu, byl Abramovič zařazen Velkou Británií na sankční seznam oligarchů. K postihu se v následujících dnech přidala i Kanada a Evropská unie. Zároveň se však ukrajinský prezident Volodymyr Zelenskyj přimluvil za Abramoviče ve Spojených státech, aby měl možnost sehrát roli ve vyjednávání mezi Ukrajinou a Ruskem.
Když se ve dnech 3.–4. března 2022 účastnil mírových rozhovorů na ukrajinsko-běloruské hranici, údajně přežil pokus o otravu, jenž měl pravděpodobně sloužit jako varování od moskevských zastánců tvrdé linie odmítajících mírová jednání.

## Osobní život
Roman Abramovič je třikrát rozvedený a má sedm dětí. Jeho manželkou byla Daša Žukovová.